# Драгомир Николич
Драгомир Николич (сербохорв. Dragomir Nikolić/Драгомир Николић, дати народження і смерті невідомі) — югославський футбольний тренер.

## Кар'єра тренера
У 1959 році Драгомир Николич став одним із членів тріумвірату, який очолив збірну Югославії з футболу. До цього тріумвірату також увійшли Александар Тирнанич і Любомир Ловрич. Під керівництвом тренерів збірна Югославії вийшла до фіналу першого чемпіонату Європи з футболу в 1960 році, в якому югославська збірна поступилася збірній СРСР. У тренерському штабі збірної Николич працював до 1961 року. Подальша доля тренера невідома.